# Годвишня
Годвишня (укр. Годвишня) — село в Городокской городской общине Львовского района Львовской области Украины.
Население по переписи 2001 года составляло 203 человека. Занимает площадь 1,12 км². Почтовый индекс — 81504. Телефонный код — 3231.